# Козачий (Амурська область)
Козачий (рос. Казачий) — село в Архаринському районі Амурської області Російської Федерації. Розташоване на території українського історичного та етнічного краю Зелений Клин.
Входить до складу муніципального утворення Кундурська сільрада. Населення становить 2 особи.

## Історія
З 4 січня 1926 року до 30 липня 1930 року належало до новоутвореного Хінгано-Архаринського району Амурської округи Далекосхідного краю.  З 20 жовтня 1932 року ввійшло до складу новоутвореної Амурської області.
1 лютого 1963 року в зв'язку з укрупненням сільських районів Указом Президії Верховної Ради РРФСР разом з частиною території Хінгано-Архаринський району увійшло до складу Бурейського району. 3 березня 1964 року увійшло до складу нанового утвореного Архаринського сільськогосподарського району, який 12 січня 1965 року був перетворений на Архаринский адміністративний район.
З 18 лютого 2005 року входить до складу муніципального утворення Кундурська сільрада.

## Населення
| 2002 | 2010 | 2012 | 2013 | 2014 | 2015 | 2016 |
| ---- | ---- | ---- | ---- | ---- | ---- | ---- |
| 42   | ↘3   | ↘2   | →2   | →2   | →2   | →2   |
| 2017 | 2018 |      |      |      |      |      |
| →2   | →2   |      |      |      |      |      |